# جوبيلي
جوبيلي هي شخصية خيالية في مارفل كومكس، ظهرت الشخصية لأول مرة في مايو 1989 م.